# Bugatti Type 49
Pour les articles homonymes, voir Bugatti (homonymie) et 49.
 (avril 2023).
Si vous disposez d'ouvrages ou d'articles de référence ou si vous connaissez des sites web de qualité traitant du thème abordé ici, merci de compléter l'article en donnant les références utiles à sa vérifiabilité et en les liant à la section « Notes et références ».
La Bugatti Type 49 est une voiture de sport du constructeur automobile Bugatti, conçue par Ettore Bugatti et Jean Bugatti (père & fils), variante routière des Bugatti Type 35 de compétition, présentée au salon de l'automobile de Paris 1930, et produite à 470 exemplaires jusqu'en 1934.

## Historique
La Type 49 succède aux Bugatti Type 43 et 44 de 1927, dont elle reprend le moteur 8 cylindres en ligne ACT 24 soupapes de 3,3 litres de cylindrée,,, (ultime modèle avec la Bugatti Type 46 à être motorisée avec ce moteur mythique de Bugatti Type 35 de compétition).

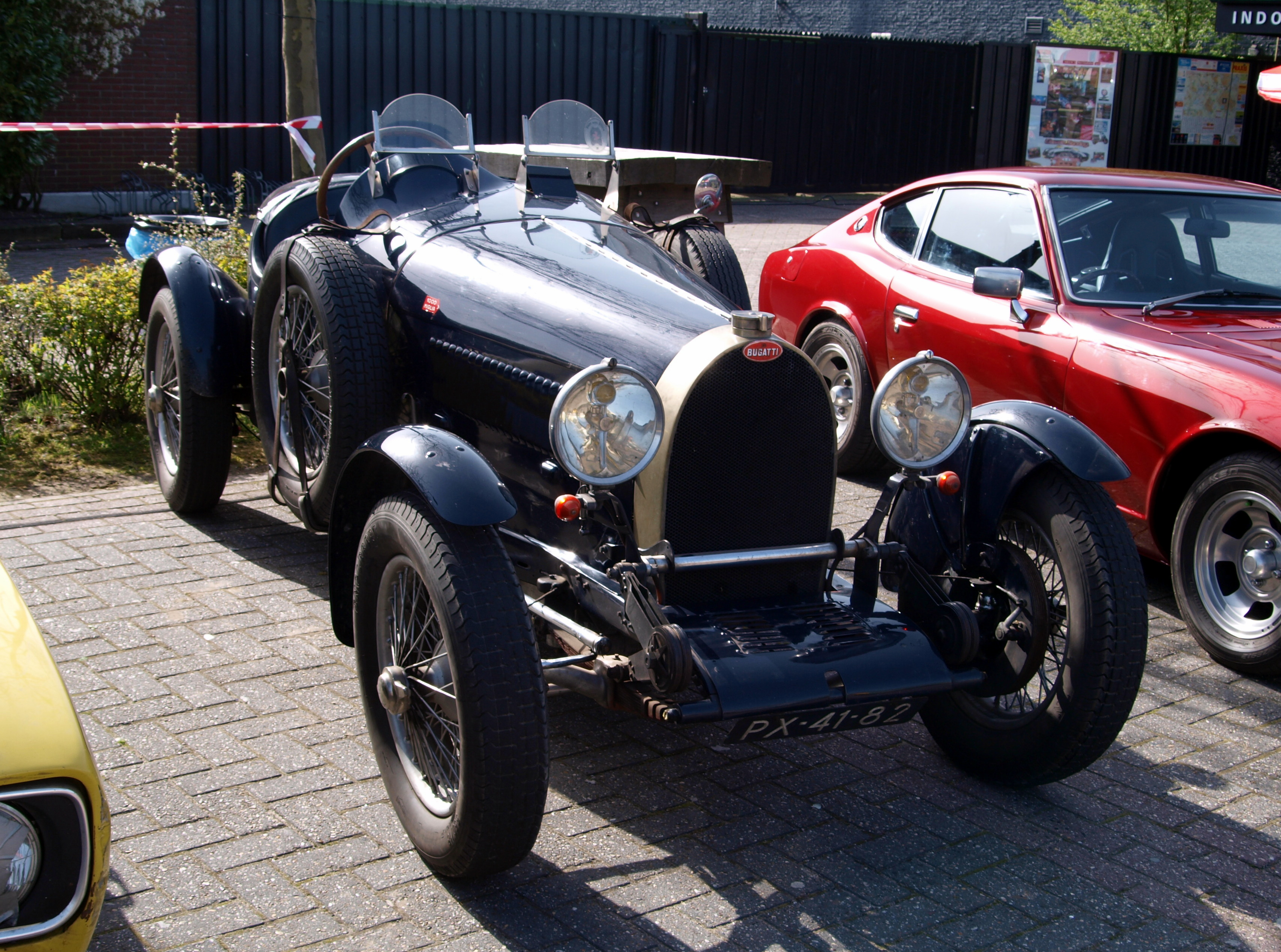
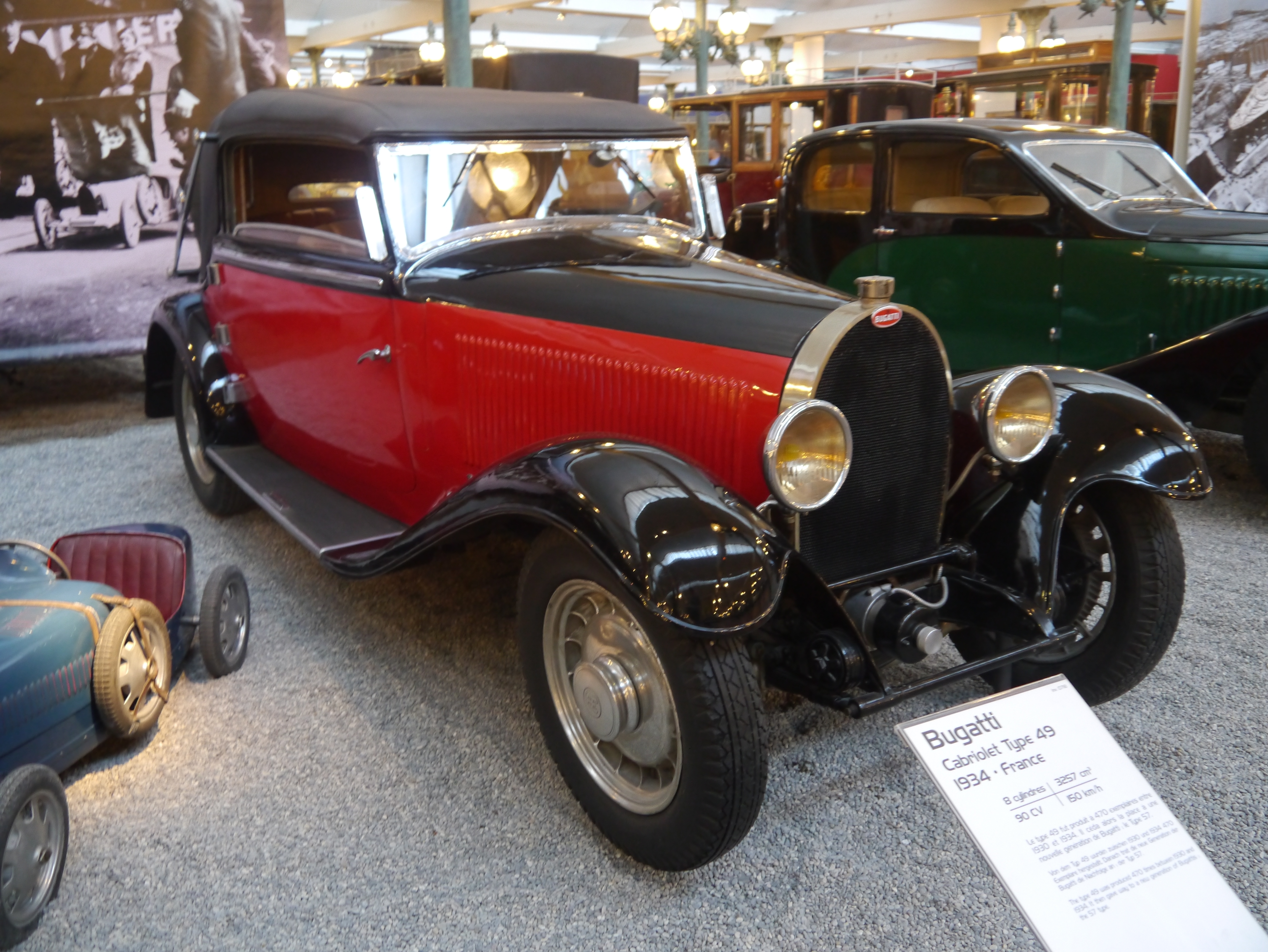
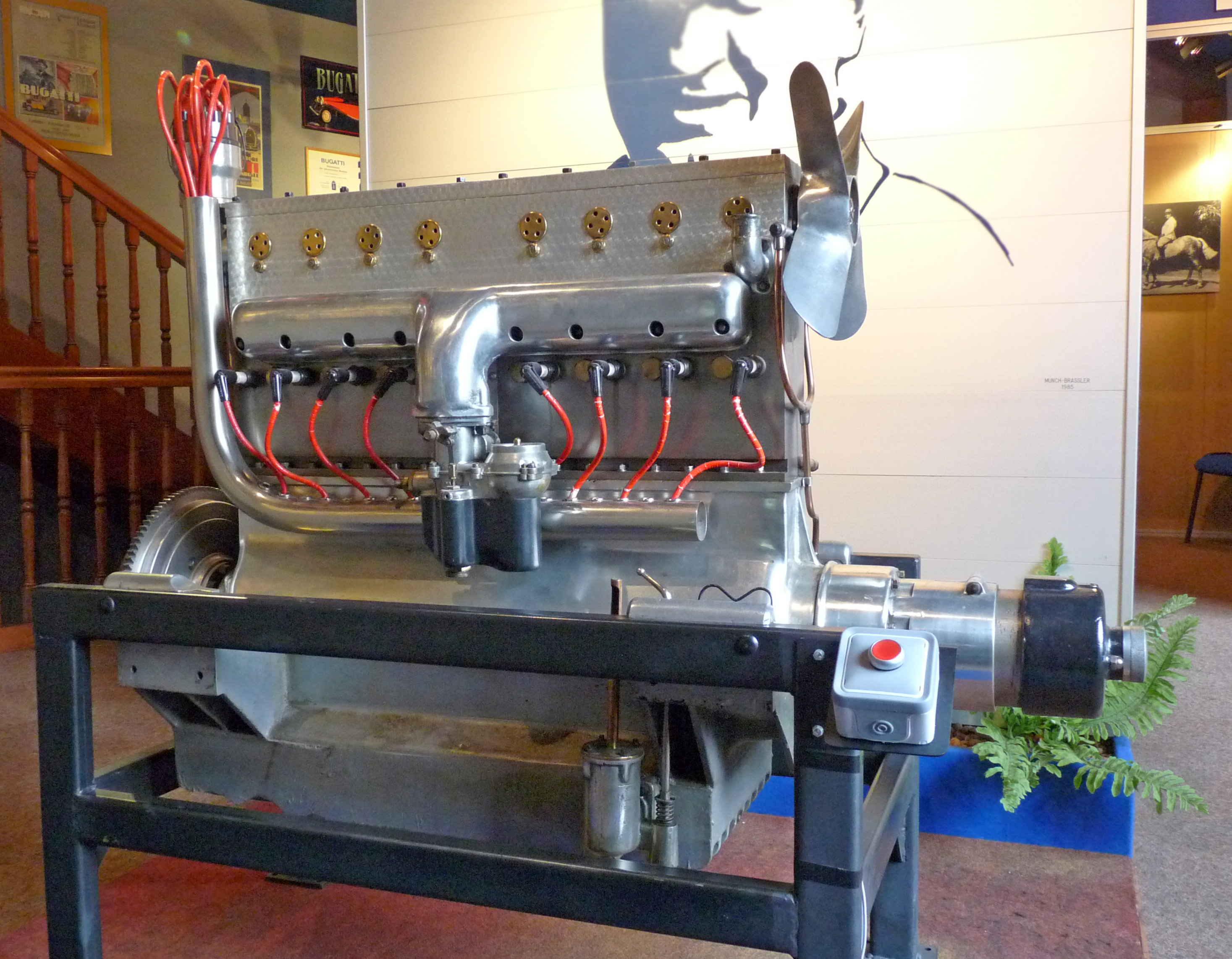

Ce modèle constitue avec les Bugatti Type 46 « Petite Royale » (de 5,3 litres) à une nouvelle avancée de la marque vers un mélange de confort, de luxe, de silence et de performances des meilleurs voitures de sport de compétition de l'époque.

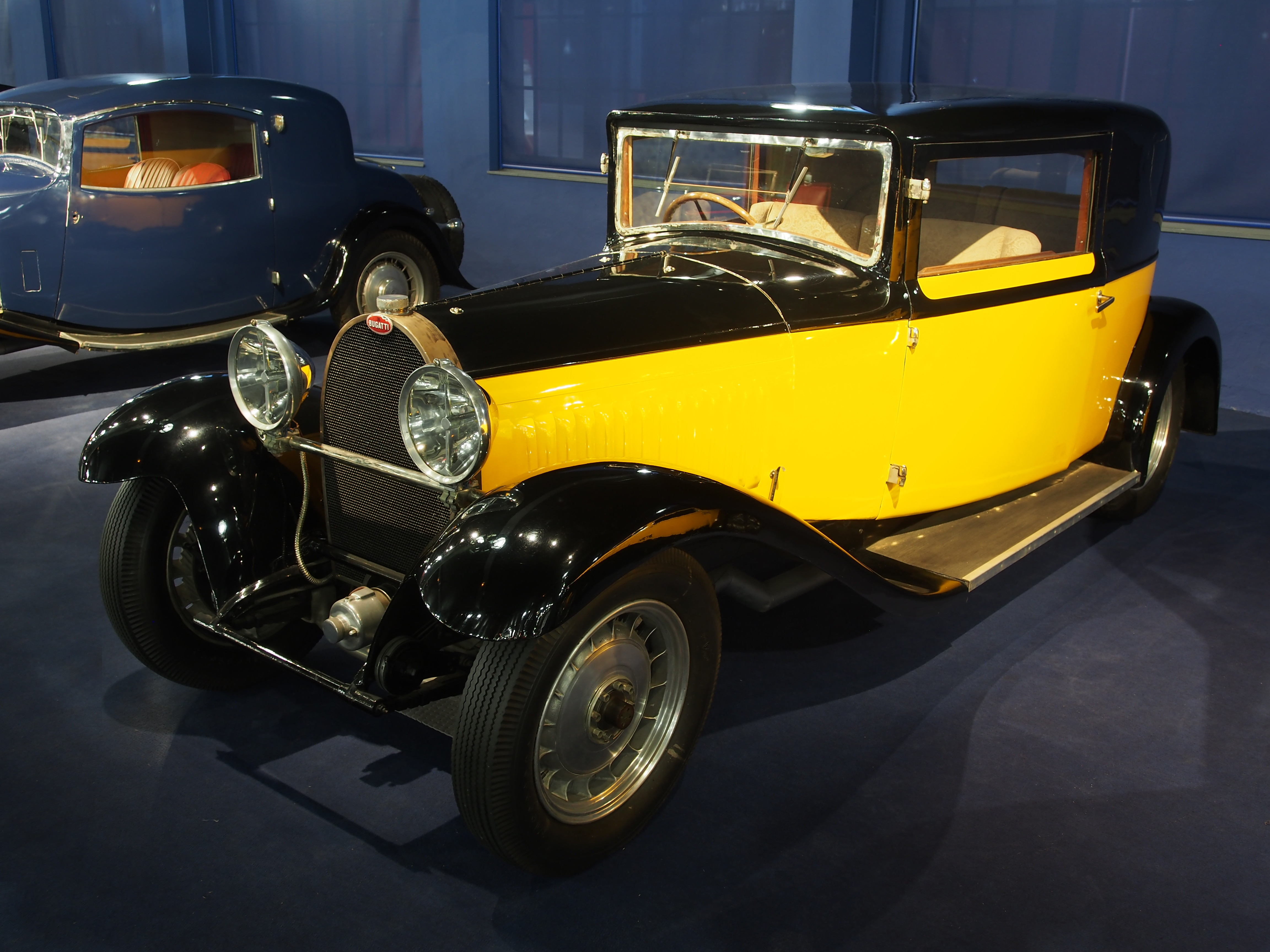
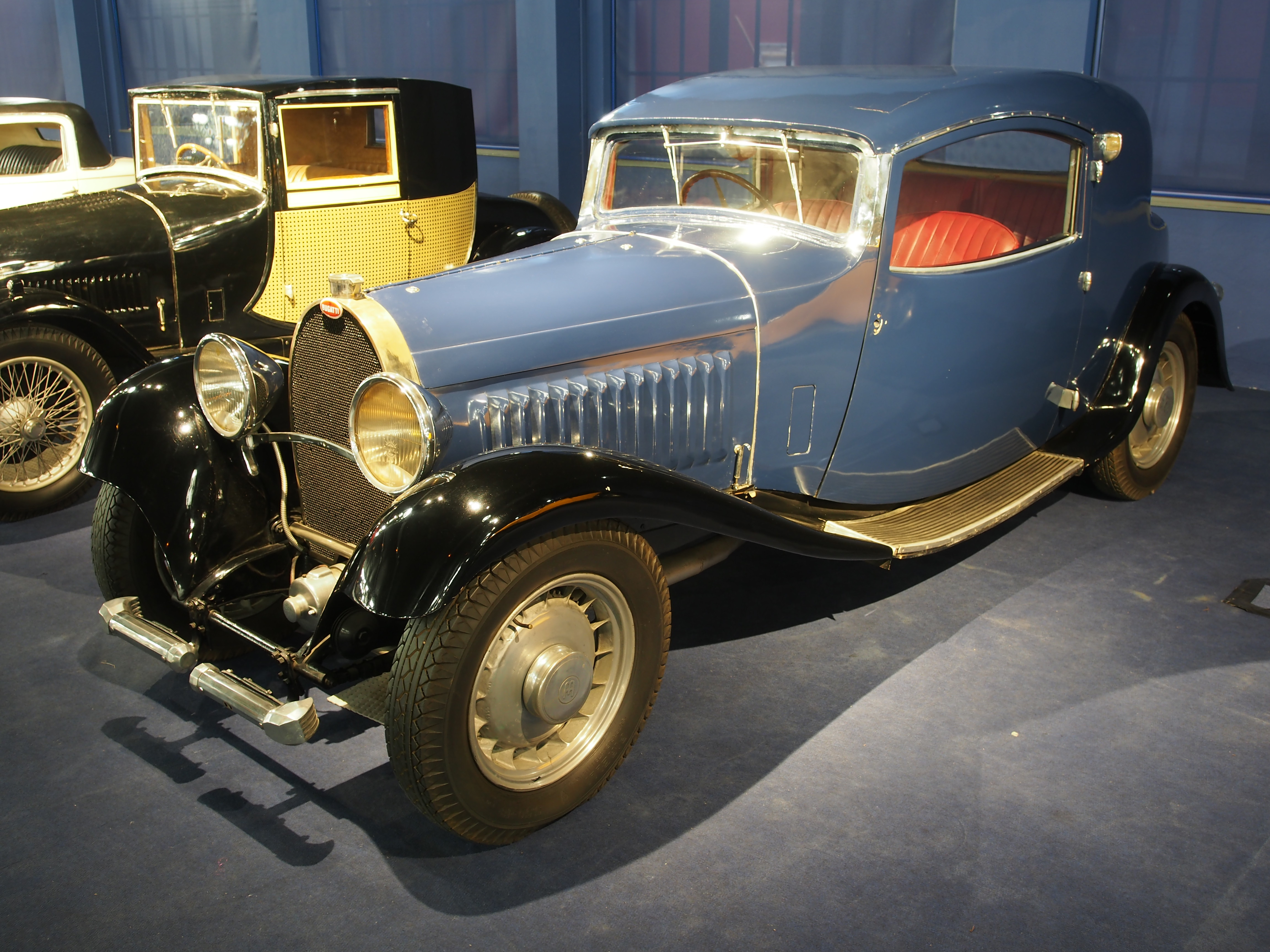
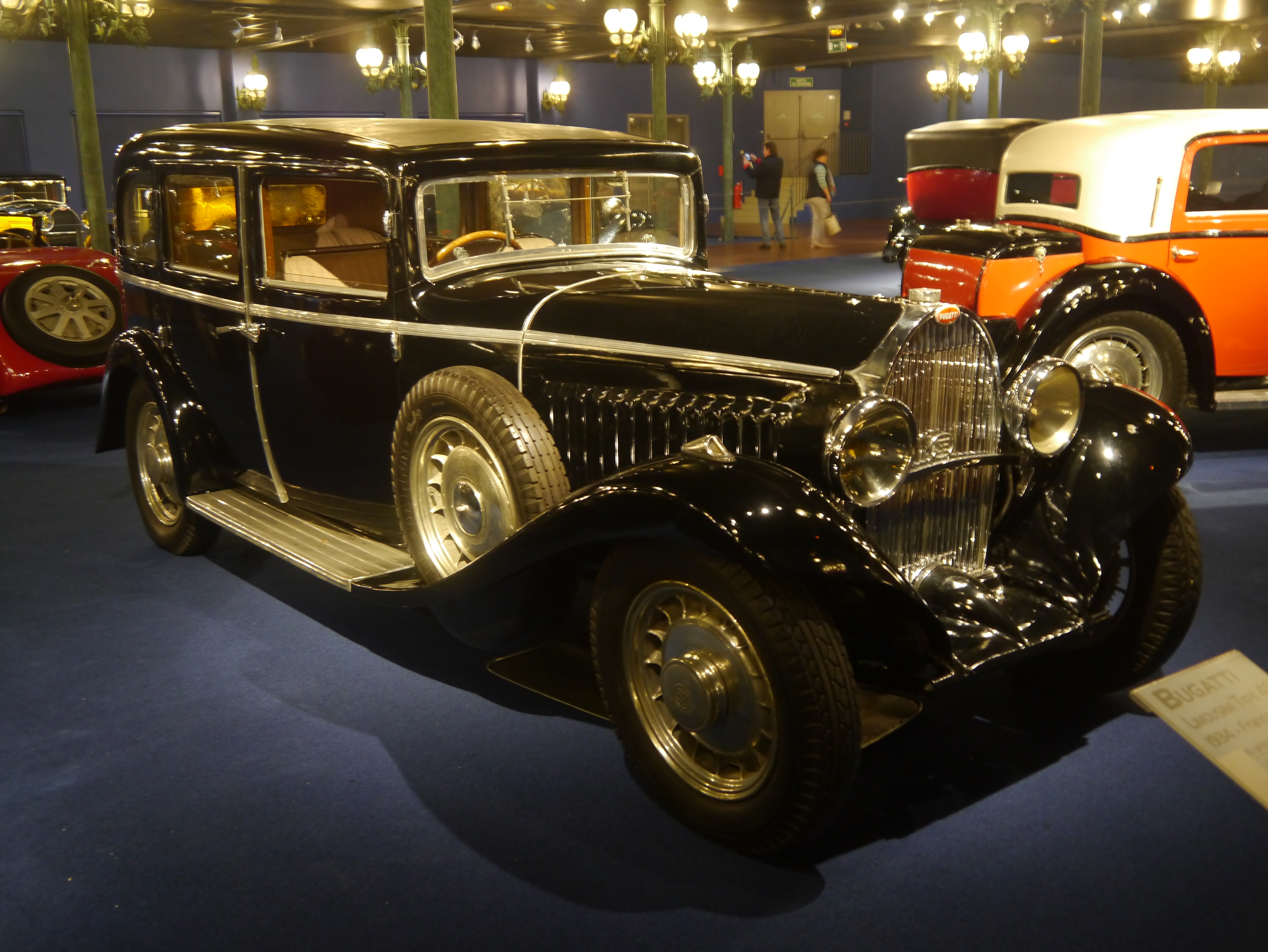

Elle peut être carrossée par divers modèles de carrosseries Bugatti (attribuées à Jean Bugatti) ou de carrossiers indépendants (dont Jean Henri-Labourdette, Vanvooren, Lavocat & Marsaud (d) ou Gangloff) avec deux empattements de châssis de 3,12 m et 3,22 m.
Elle est commercialisée par Bugatti avec des Bugatti Type 46, 50, 51, 54, et 55 à nouveaux moteurs double arbre à cames en tête (DACT) 16 soupapes suralimenté à compresseur Roots et double carburateur Zénith de la marque.
Les Bugatti Type 55 et 57 lui succède en 1932 et 1934 .